# Reńska Wieś (stacja kolejowa)
Reńska Wieś – dawna stacja kolejowa położona we wsi Reńska Wieś.

## Historia
Stacja Reńska Wieś przed 1945 nosiła nazwę Reinschdorf. Od 1989 do 1997 istniała tutaj stacja pasażerska. Po 1997 roku fragment linii przechodzący przez stacją został zamknięty dla ruchu pasażerskiego i towarowego, a następnie zlikwidowany.